# Lasioptera caryae
Lasioptera caryae är en tvåvingeart som beskrevs av Ephraim Porter Felt 1907. Lasioptera caryae ingår i släktet Lasioptera och familjen gallmyggor.
Artens utbredningsområde är New York. Inga underarter finns listade i Catalogue of Life.